# Variété géodésiquement complète
Cet article court présente un sujet plus développé dans : Théorème de Hopf-Rinow.
En géométrie, une variété riemannienne  (M, g) est dite géodésiquement complète lorsque les géodésiques sont prolongeables indéfiniment. En termes imagés il s'agit d'espaces courbes pour lesquels on peut aller en « ligne droite » aussi longtemps qu'on le veut. En termes plus formels, pour tout point m de M, l'application exponentielle d'origine m est définie sur l'espace tangent TmM tout entier.
Le théorème de Hopf-Rinow permet d'affirmer que si M est une variété connexe, elle est géodésiquement complète, si et seulement si elle est complète au sens ordinaire des espaces topologiques, en considérant la topologie induite par la distance riemannienne.